# Extremadura UD
Az Extremadura UD, teljes nevén Extremadura Unión Deportiva egy spanyol labdarúgócsapat. A klubot 2007-ben alapították, jelenleg a harmadosztályban szerepel.

## Története
A klubot 2007-ben alapították, amikor a másik városi csapat, a CF Extremadura már komoly anyagi nehézségekkel küzdött.
Bár szereplését a regionális másodosztályban kezdte, mindössze negyedik szezonjában már a harmadosztályban szerepelhetett.

## Statisztika
| Szezon  | Osztály    | Poz. | Copa del Rey |
| ------- | ---------- | ---- | ------------ |
| 2007/08 | 1ª Reg.    | 1.   |              |
| 2008/09 | Reg. Pref. | 1.   |              |
| 2009/10 | 3ª         | 3.   |              |
| 2010/11 | 2ªB        | —    |              |

## Külső hivatkozások
- Hivatalos weboldal Archiválva 2020. április 9-i dátummal a Wayback Machine-ben (spanyolul)
- Futbolme (spanyolul)